# Asnières-sur-Vègre
Asnières-sur-Vègre és un municipi francès situat al departament del Sarthe i a la regió de País del Loira. L'any 2007 tenia 426 habitants.

## Demografia

### Població
El 2007 la població de fet d'Asnières-sur-Vègre era de 426 persones. Hi havia 164 famílies de les quals 48 eren unipersonals (20 homes vivint sols i 28 dones vivint soles), 44 parelles sense fills, 60 parelles amb fills i 12 famílies monoparentals amb fills.
La població ha evolucionat segons el següent gràfic:
Habitants censats

### Habitatges
El 2007 hi havia 204 habitatges, 169 eren l'habitatge principal de la família, 26 eren segones residències i 9 estaven desocupats. 196 eren cases i 8 eren apartaments. Dels 169 habitatges principals, 128 estaven ocupats pels seus propietaris, 40 estaven llogats i ocupats pels llogaters i 1 estava cedit a títol gratuït; 2 tenien una cambra, 8 en tenien dues, 24 en tenien tres, 46 en tenien quatre i 89 en tenien cinc o més. 132 habitatges disposaven pel capbaix d'una plaça de pàrquing. A 69 habitatges hi havia un automòbil i a 85 n'hi havia dos o més.

### Piràmide de població
La piràmide de població per edats i sexe el 2009 era:
| Homes | Edats   | Dones |
| ----- | ------- | ----- |
| 0     | 95 o +  | 0     |
| 0     | 90 a 94 | 0     |
| 0     | 85 a 89 | 4     |
| 8     | 80 a 84 | 0     |
| 4     | 75 a 79 | 8     |
| 4     | 70 a 74 | 8     |
| 8     | 65 a 69 | 8     |
| 12    | 60 a 64 | 8     |
| 16    | 55 a 59 | 12    |
| 12    | 50 a 54 | 8     |
| 28    | 45 a 49 | 12    |
| 16    | 40 a 44 | 24    |
| 16    | 35 a 39 | 12    |
| 4     | 30 a 34 | 12    |
| 4     | 25 a 29 | 4     |
| 8     | 20 a 24 | 16    |
| 8     | 15 a 19 | 20    |
| 24    | 10 a 14 | 16    |
| 32    | 5 a 9   | 12    |
| 8     | 0 a 4   | 16    |

## Economia
El 2007 la població en edat de treballar era de 276 persones, 215 eren actives i 61 eren inactives. De les 215 persones actives 196 estaven ocupades (109 homes i 87 dones) i 19 estaven aturades (7 homes i 12 dones). De les 61 persones inactives 22 estaven jubilades, 20 estaven estudiant i 19 estaven classificades com a «altres inactius».

### Ingressos
El 2009 a Asnières-sur-Vègre hi havia 164 unitats fiscals que integraven 409,5 persones, la mediana anual d'ingressos fiscals per persona era de 18.311 €.

### Activitats econòmiques
Dels 7 establiments que hi havia el 2007, 1 era d'una empresa de fabricació d'altres productes industrials, 1 d'una empresa de transport, 3 d'empreses d'hostatgeria i restauració, 1 d'una empresa de serveis i 1 d'una empresa classificada com a «altres activitats de serveis».
L'únic servei als particulars que hi havia el 2009 era una perruqueria.
L'any 2000 a Asnières-sur-Vègre hi havia 14 explotacions agrícoles.

## Equipaments sanitaris i escolars
El 2009 hi havia una escola elemental integrada dins d'un grup escolar amb les comunes properes formant una escola dispersa.

## Poblacions més properes
El següent diagrama mostra les poblacions més properes.